# 林哲佑
林 哲佑（Lim Chul Woo、イム・チョル、1954年10月15日- ）は、韓国の小説家。全羅南道莞島郡の平日島出身。

## 略歴
1954年10月15日、全羅南道莞島郡に生まれる。全南大学校英文学、西江大学校英文学修士、全南大学校英文学博士課程を終えた。
1981年、『ソウル新聞』新春文芸に『개도둑(犬泥棒)』が当選して登壇した。林の作品は南北分断の問題とイデオロギーの暴力性に焦点を合わせている。『개도둑(犬泥棒)』、『직선과 독가스(直線と毒ガス)』、『붉은 방(赤い部屋)』などの作品は1980年代光州民主化運動を背景にした小説である。また、1990年代に入って発表した『그 섬에 가고 싶다(あの島に行きたい)』、『등대 아래서 휘파람(灯台の下で口笛)』、『붉은 산 흰 새(赤い山白い鳥)』などは林の故郷である平日島が背景で、朝鮮戦争と南北分断がテーマである。林は叙情的文体で小説を書く特徴があり、このため重いテーマでも読みやすいと言われている。『그 섬에 가고 싶다(あの島に行きたい)』は映画化された。1995年から韓神大学校文芸創作学科教授として在職中。

## 年譜
- 1954年10月15日、全羅南道莞島郡に生まれる。[1]
- 1985年、第17回韓国日報文学賞受賞。
- 1988年、第12回李箱文学賞受賞。
- 1998年、第12回丹齋賞受賞。
- 2005年、第22回楽山文学賞受賞。

## 代表作品
- 1984年、아버지의 땅(父の土地) [5][6]
- 1985年、그리운 남쪽(懐かしい南)
- 1987年、달빛 밟기(月光を踏む)
- 1987年、불임기(不妊期)
- 1989年、직선과 독가스(直線と毒ガス)
- 1991年、물 그림자(水影)
- 1991年、그 섬에 가고　싶다(あの島に行きたい)
- 1993年、등대 아래서 휘파람（灯台の下で口笛)
- 1995年、곡두운동회(まぼろし運動会)
- 1997年、봄날(春日)
- 2002年、등대(灯台)
- 2004年、백년여관(百年旅館)